# Xã Madison, Quận Highland, Ohio
Xã Madison (tiếng Anh: Madison Township) là một xã thuộc quận Highland, tiểu bang Ohio, Hoa Kỳ. Năm 2010, dân số của xã này là 6.725 người.